# Xiomara Castro
Iris Xiomara Castro Sarmiento (Tegucigalpa, 30 de septiembre de 1959), también conocida como Xiomara Castro de Zelaya, es una política hondureña, actual presidenta de la República de Honduras desde el 27 de enero de 2022.
Esposa del expresidente José Manuel Zelaya Rosales, fungió como primera dama del país desde el 27 de enero del 2006 hasta el golpe de Estado del 2009. Desde octubre de 2016, es presidenta del organismo Mujeres de la Conferencia Permanente de Partidos Políticos de América Latina (Copppal Mujeres).
Fue la candidata presidencial del partido Libertad y Refundación (LIBRE, fundado por Manuel Zelaya) en las tres veces que ha participado en elecciones en su historia, desde las de 2013. En las elecciones generales de 2017, Castro depuso su candidatura para ser candidata a primera designada presidencial por la Alianza de Oposición contra la Dictadura, que llevó como candidato presidencial a Salvador Nasralla. 
En las elecciones generales de noviembre de 2021, se postuló en tándem con Nasralla, donde obtuvieron el triunfo con el 51 % de los votos. Convirtiéndose en la undécima persona en ocupar el cargo desde la Constitución de 1982, además de la primera mujer en ejercer este cargo público y la primera persona de un partido político distinto a los tradicionales Partido Nacional y Partido Liberal.

## Inicios
Realizó sus estudios primarios y secundarios en el Instituto San José del Carmen y en el Instituto María Auxiliadora de Tegucigalpa respectivamente. En este último se gradúo de bachiller en administración de empresas.
Fue miembro activa de la Asociación de Esposas de Miembros del Rotary Club de Catacamas, asociación que realiza actividades solidarias con los niños desfavorecidos del departamento de Olancho. Asimismo, es de su iniciativa la fundación del Centro de Cuidado Diurno para Niños en Catacamas, con el objetivo de ofrecer asistencia a las familias monoparentales encabezadas por mujeres, a través de la creación de proyectos de empleo en limpieza, siembra de hortalizas y floricultura.
Fue miembro activo del Partido Liberal de Honduras y organizó su rama femenina en la región de Catacamas.

## Trayectoria política

### Primera dama de Honduras y líder del FNRP
Castro incursionó por primera vez en la política como organizadora de la rama femenina del Partido Liberal en Catacamas, donde realizó campaña en favor de su esposo, Manuel Zelaya, en las elecciones internas de 2005. Zelaya ganó estas elecciones y la posterior elección general, convirtiéndose en presidente de Honduras y Castro en primera dama.
Xiomara Castro fungió como primera dama de Honduras desde el mes de enero de 2006 hasta el 28 de junio de 2009, cuando su esposo fue derrocado. Dentro de sus actividades estaban la dirección de la Junta Nacional de Bienestar Social, la representación femenina hondureña dentro de las convenciones y asambleas de primeras damas del continente americano y asimismo el acompañamiento a su esposo en los viajes protocolarios de la Agenda Presidencial. No desempeñó un papel público importante pero creó centros de apoyo para madres solteras y se implicó en la lucha contra el sida.

### Líder del FNRP

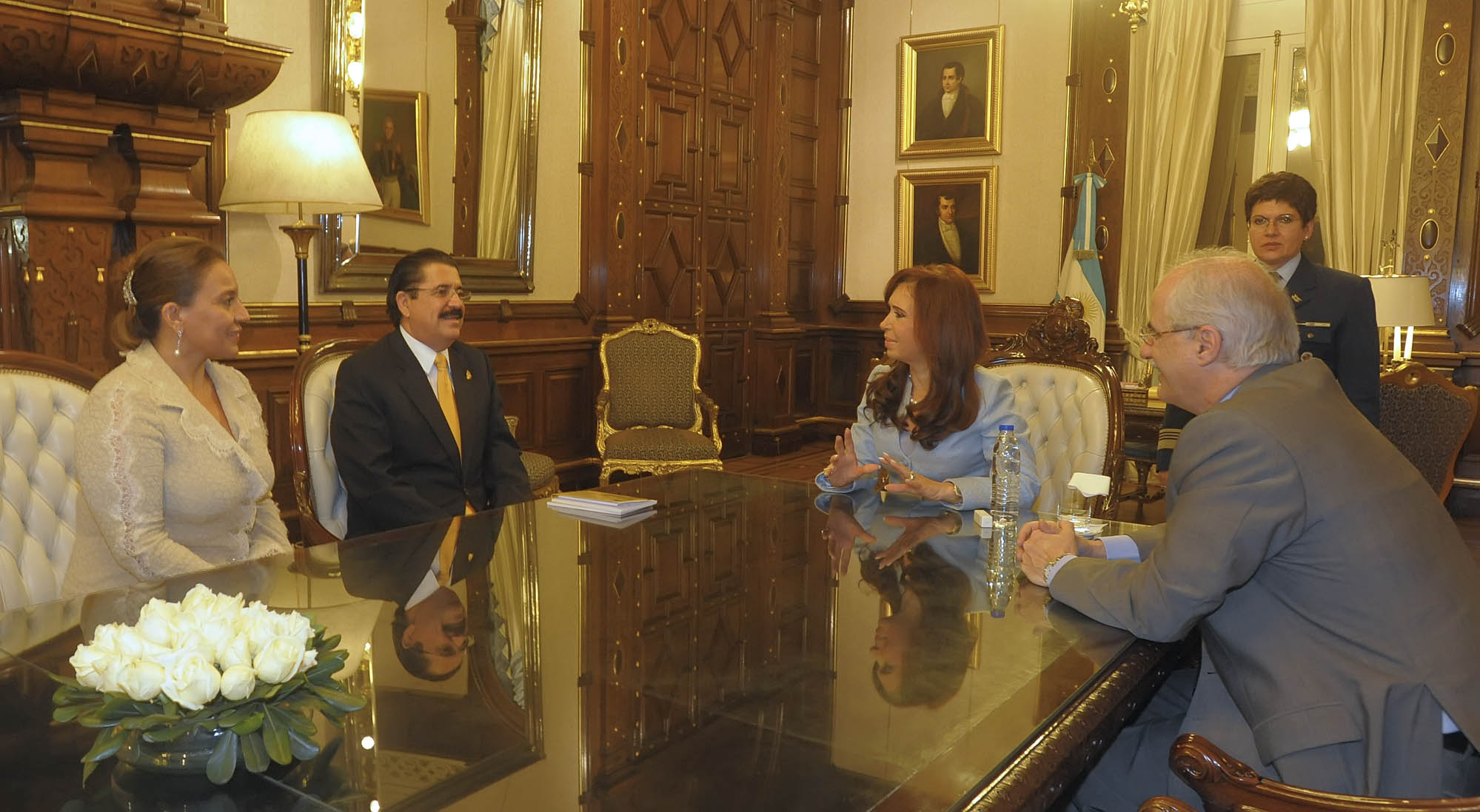
Cristina Fernández de Kirchner recibe a Manuel Zelaya, junto a él su esposa Xiomara Castro. (2010)

Durante el golpe de Estado en 2009, Castro se refugió en la embajada de los Estados Unidos, temiendo ser asesinada por los golpistas. En los días siguientes, encabezó las manifestaciones en contra del golpe. El 7 de julio de 2009, dirigió una marcha en Tegucigalpa exigiendo la restauración de su marido al poder. Fue a través de esta y otras marchas que Xiomara se dio a conocer en la militancia del Frente Nacional de Resistencia Popular (FNRP), que exigía la restitución de Zelaya.

### Candidata presidencial por Libre
En marzo de 2011, Manuel Zelaya fundó el Partido Libertad y Refundación (LIBRE). El 1 de julio de 2012, Castro lanzó su candidatura por este partido en un acto celebrado en el departamento de Santa Bárbara, siendo candidata «por consenso» de todos los 5 movimientos internos. Tras haber obtenido la candidatura presidencial sin oposición interna, Castro perdió las elecciones generales de 2013, quedando en segundo lugar con 896,498 votos, el 28.8 %, detrás del nacionalista Juan Orlando Hernández, que obtuvo el 36.9 %. Eso, más la obtención del segundo mayor número de diputados por parte de Libre, significó el desplazamiento a un tercer lugar del Partido Liberal de Honduras, rompiendo el bipartidismo reinante en el país centroamericano desde el siglo XX. 
El 28 de agosto de 2016, Castro lanzó de nuevo su candidatura presidencial, esta vez en Tegucigalpa. Fue precandidata por 7 movimientos internos en Libre, y ganó la candidatura oficial en las elecciones internas de marzo de 2017 con 401,474 votos, el 86.9 %. Para las elecciones generales de ese mismo año, cedió su candidatura luego de conformarse la Alianza de Oposición contra la Dictadura entre Libre y el Partido Innovación y Unidad, que escogió como candidato presidencial a Salvador Nasralla. Castro pasó a ser su candidata a primera designada presidencial. La Alianza perdió las elecciones con 1,360,442 votos, el 41.4 %, contra el presidente reelecto Juan Orlando Hernández que obtuvo el 42.9 %.
El 25 de enero de 2020 lanzó su candidatura oficial por tercera vez en un mitin en la ciudad de San Pedro Sula, habiéndose dado a conocer su intención de participar nuevamente en la contienda electoral desde noviembre del año anterior. En las elecciones internas de marzo de 2021, Castro participó como precandidata de 6 movimientos internos, ganando con 404,238 votos, el 79.1 %.
Poco más de un mes antes de las elecciones generales de noviembre de 2021, Salvador Nasralla, entonces candidato de la alianza Unidad Nacional Opositora de Honduras (UNOH) conformada por su partido Salvador de Honduras y el Partido Innovación y Unidad, renunció a dicha candidatura para pasar a ser candidato a primer designado presidencial por Libre (acompañando a Castro en la fórmula presidencial). También renunció la antes candidata a primera designada presidencial por UNOH, Doris Gutiérrez, para convertirse en candidata a segunda designada presidencial por Libre. Esta autodenominada «Alianza del Pueblo» supuso un considerable aumento en la intención de voto para Castro, según el Centro de Estudio para la Democracia (CESPAD). Castro ganó las elecciones con el 51.1 % de los votos, convirtiéndose en la primera mujer electa presidenta en Honduras.

## Presidenta de la república

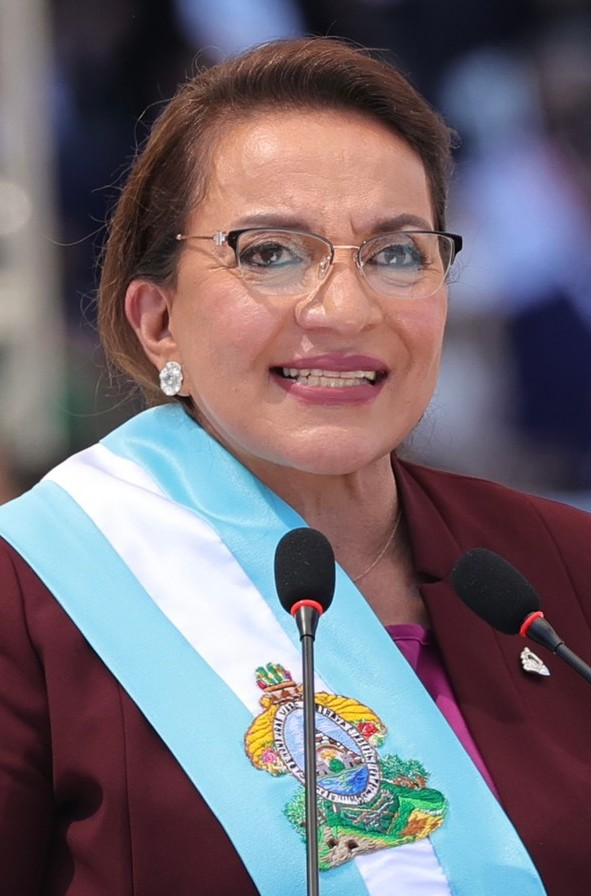
Xiomara Castro en su discurso inaugural como presidenta.

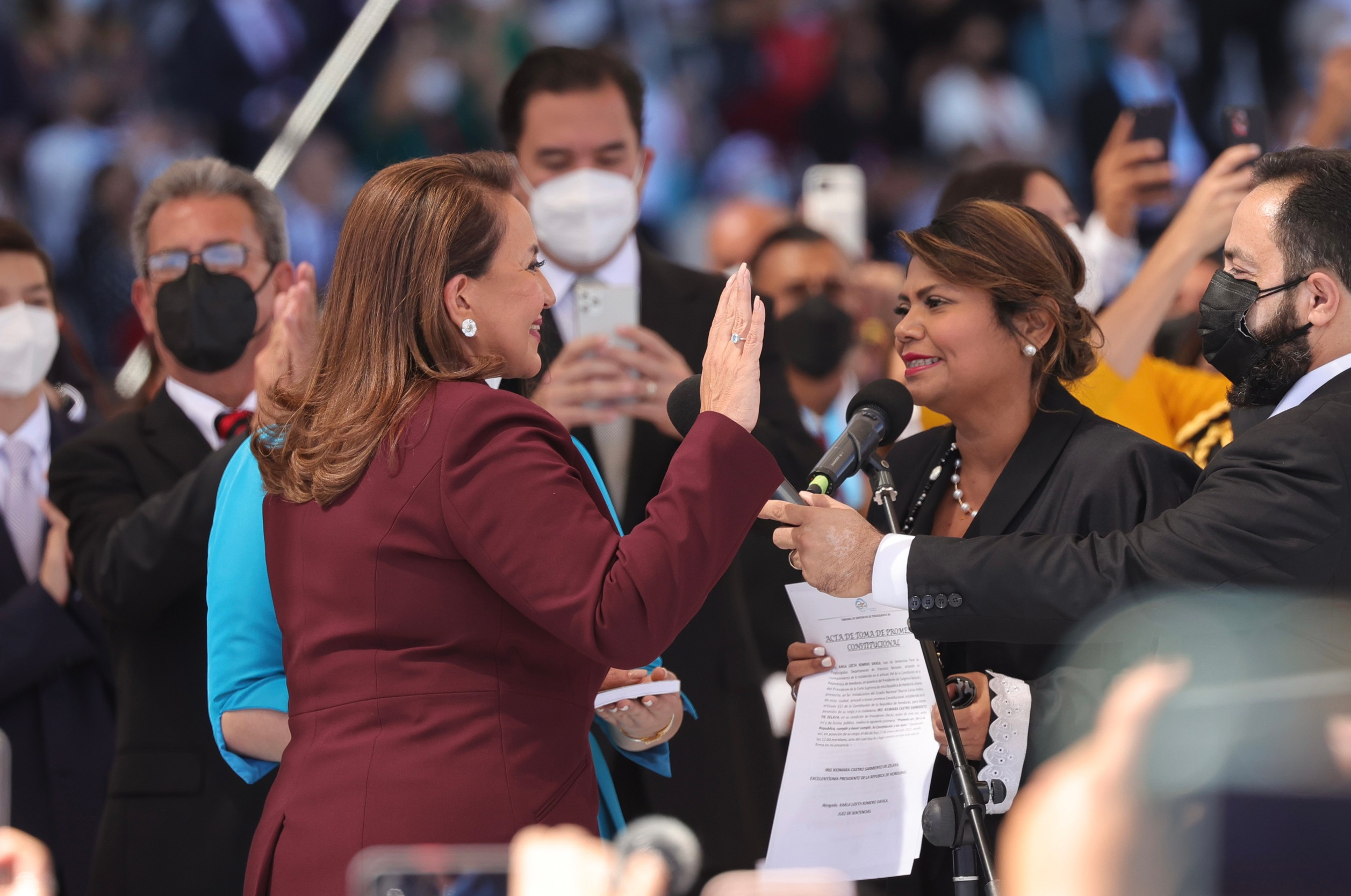
Castro jurando como presidenta en enero de 2022.

El cambio de mando se realizó el 27 de enero de 2022 en el Estadio Nacional de Tegucigalpa. Previamente a su posesión, informó que su toma de mando no usaría medios económicos del Estado hondureño, por lo que la Comisión de Traspaso Presidencial inició una recaudación a nivel nacional para conseguir los fondos necesarios para la ceremonia.
A su toma de posesión asistieron el rey de España Felipe VI, el presidente Carlos Alvarado de Costa Rica, los vicepresidentes Kamala Harris de Estados Unidos, Cristina Fernández de Kirchner de Argentina, Félix Ulloa de El Salvador, Raquel Peña de la República Dominicana, Salvador Valdés Mesa de Cuba y Lai Ching‑te de Taiwán, entre otras personalidades. Por otro lado, el presidente saliente, Juan Orlando Hernández, no se presentó a la ceremonia. Pero le deseó éxito a las nuevas autoridades del Gobierno en una cadena el día anterior.
Inició su presidencia en un contexto de crisis económica, con una inflación cercana al 10 %, un índice de pobreza (73 % de la población) que era el más alto en veinte años y una elevada emigración a Estados Unidos.
En enero de 2023, un año después de su toma de posesión, su índice de popularidad es del 63 %, uno de los más altos de América Latina. En diciembre de 2024, la percepción de los hondureños sobre la presidenta Xiomara Castro revela un 55% de opinión positiva frente a un 31% negativa.

### Lucha contra la corrupción
Xiomara Castro heredó un aparato estatal profundamente corrupto, lo que la llevó a optar por extraditar a Estados Unidos a su predecesor, Juan Orlando Hernández, por sus vínculos con el narcotráfico, en lugar de entregarlo a la justicia hondureña. Su Gobierno pidió ayuda a la ONU para crear una comisión internacional de lucha contra la corrupción.
Se enfrenta a la fuerte vulnerabilidad de Honduras ante la presión estadounidense para mantener a Honduras dentro de los regímenes regionales de libre comercio y a la presencia del Ejército estadounidense en su territorio. Además, el Tribunal Supremo, cuyos miembros fueron nombrados por Gobiernos anteriores, obstaculiza algunos de sus planes de reforma, como la amnistía de los condenados por motivos políticos tras el golpe de 2009.

### Política económica y social
En su discurso inaugural, Castro prometió refundar un estado socialista democrático, afirmando que tenía el deber de restaurar un sistema económico basado en la transparencia, la eficiencia de la producción, la justicia social en la distribución de la riqueza y en el ingreso nacional, y que su visión de su mundo antepone al ser humano a las reglas del mercado.
En febrero de 2022, detuvo el desalojo de familias indígenas que se disputaban con un empresario la propiedad de un gran terreno al sur de la capital.
En mayo de ese mismo año, Castro firmó una medida aprobada por el Congreso para abolir las zonas económicas especiales de Honduras, que implementó el Gobierno nacional anterior.
Se incrementa el gasto social, incluido un nuevo programa dirigido a las familias en situación de extrema pobreza.

#### Energía
En un intento por combatir la pobreza, Castro anunció durante su toma de posesión que las familias más pobres de Honduras; aquellos que consumen menos de 150 kWh al mes de electricidad, dejarán de pagar la factura de la luz, y que el coste adicional de esta póliza lo pagarán los mayores consumidores asumiendo un recargo en sus facturas. Además, Castro también anunció que su Gobierno enviaría un decreto al Congreso Nacional de Honduras para lograr un subsidio a los combustibles, y prometió no más concesiones en la explotación de ríos, cuencas hidrográficas y parques nacionales. 

### Medio ambiente
Prohibió la minería a cielo abierto en marzo de 2022 debido al daño al medio ambiente natural. El Gobierno también prometió intervenir «inmediatamente» para conservar áreas de «alto valor ambiental» en beneficio de la población.
Mientras Honduras perdía el 10 % de sus bosques entre 2010 y 2021, en enero de 2023 Xiomara Castro inaugura un programa de prevención de incendios forestales y reforestación que abarca 150 de los 298 municipios del país.

### Política de seguridad pública
El 25 de noviembre de 2022, se declaró el estado de emergencia para hacer frente a la criminalidad. Honduras, junto con Guatemala y El Salvador, pertenece al «triángulo de la muerte» de Centroamérica, una región asolada por la violencia, la pobreza y la corrupción. El 3 de diciembre de 2022, el Gobierno de Castro anunció que se suspenderían algunos derechos constitucionales en las ciudades de Tegucigalpa y San Pedro Sula para tomar medidas enérgicas contra las bandas criminales en esas dos ciudades, en particular la Mara Salvatrucha (MS-13) y la Pandilla Calle 18. Estas pandillas son acusadas de extorsionar a los residentes a cambio de protección contra la violencia y de matar a las personas que se niegan a pagar.
La tasa de homicidios bajará de 38 por 100 000 habitantes en 2022 a 31 en 2023, lo que supone un descenso del 17 %. Sin embargo, según algunos expertos, el descenso de la delincuencia no está directamente relacionado con el estado de excepción. La política de seguridad del Gobierno también se ve obstaculizada por los bloqueos en el Parlamento, donde el partido de Xiomara Castro no tiene mayoría.

### Política exterior

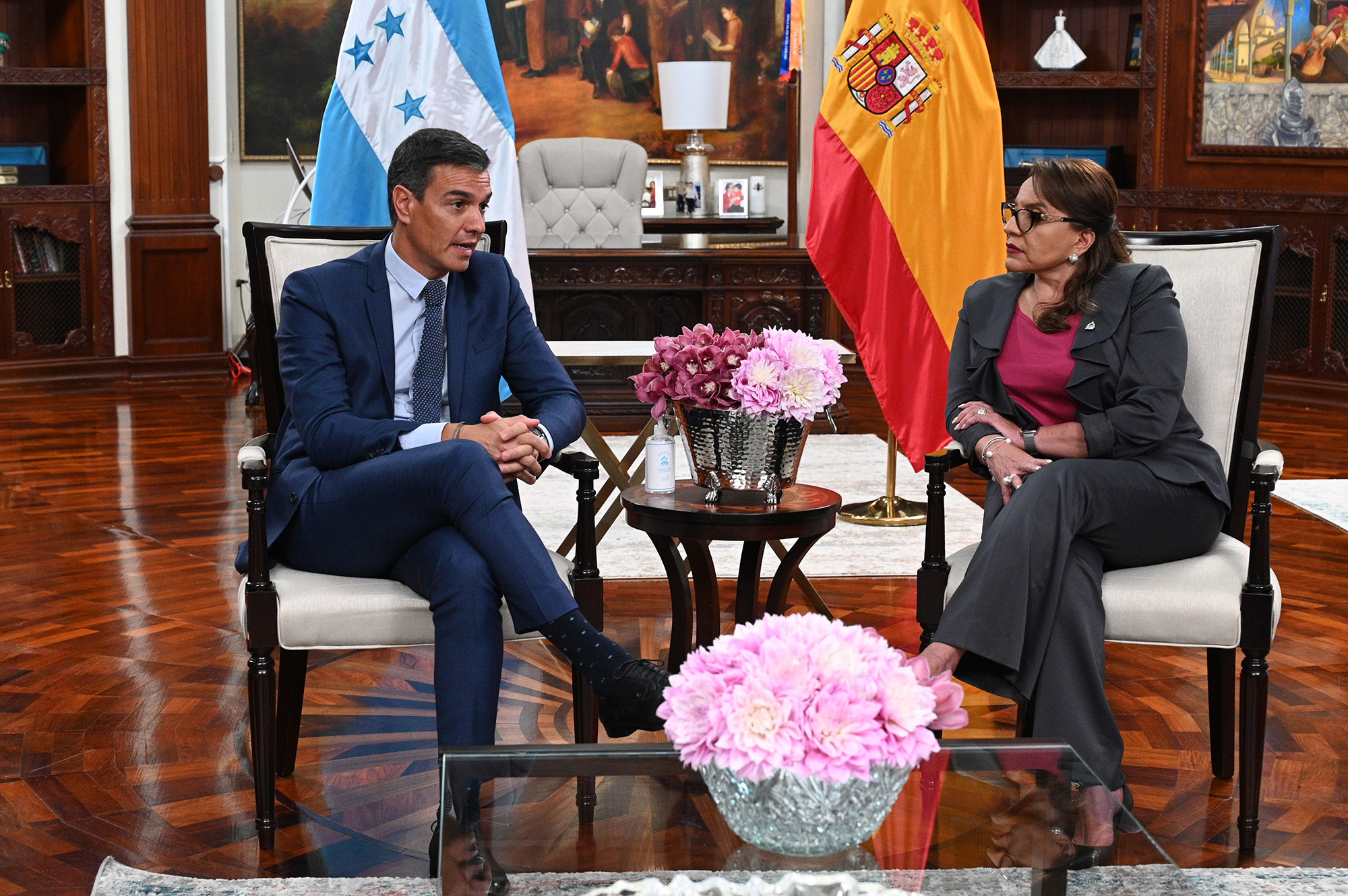
Castro y el presidente del Gobierno de España, Pedro Sánchez, en 2022 durante una gira en política a Latinoamérica.

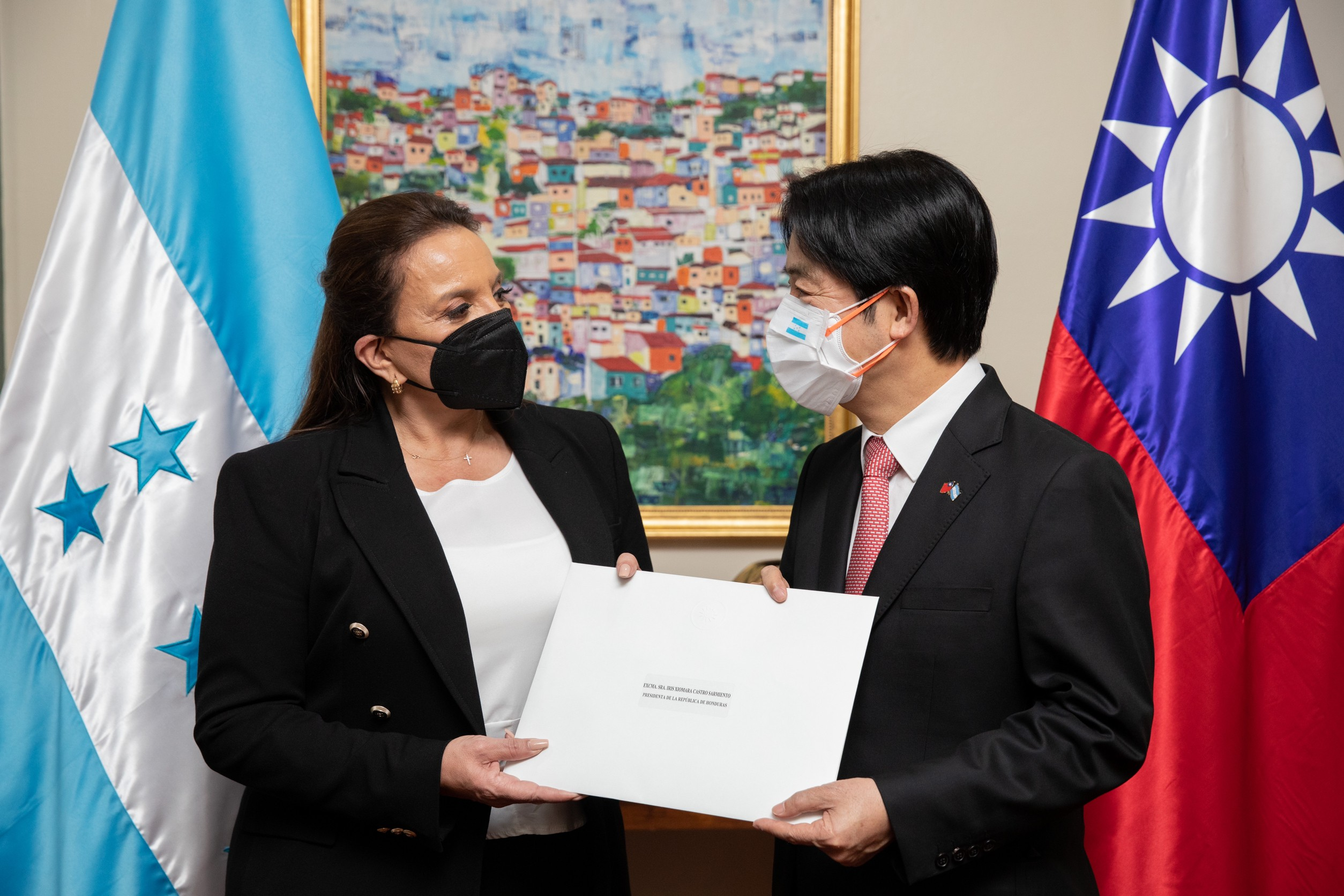
La presidenta Xiomara Castro y el vicepresidente taiwanés, Lai Ching‑te, en 2022.

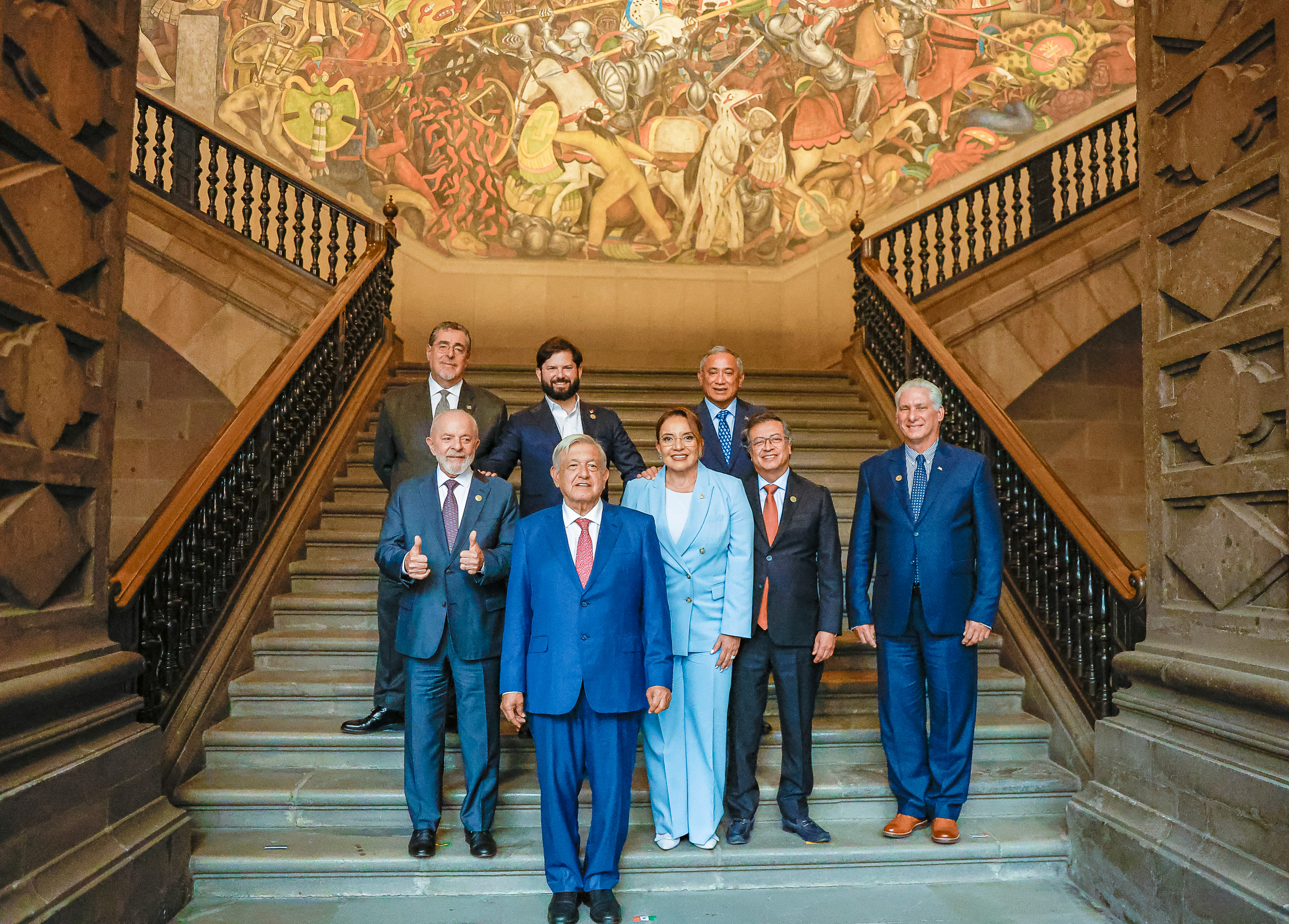
Presidente de la República, Luiz Inácio Lula da Silva, durante un almuerzo ofrecido por el presidente de México, Andrés Manuel López Obrador. El presidente de Colombia Gustavo Petro, presidente de Cuba Diaz Canel, la presidenta de Honduras Xiomara Castro, Presidente de Chile Gabriel Boric y el presidente de Guatemala Bernardo Arévalo, Ciudad de México - México.

#### América Latina
Honduras restablece relaciones diplomáticas con Venezuela. Cuba ha vuelto a comprometerse a enviar médicos y profesores (en 2006 se inauguró un programa de primeros auxilios a Honduras).

#### Sahara Occidental
En febrero de 2022, el vicecanciller Gerardo Torres Zelaya sostuvo una reunión con el presidente saharaui, Brahim Ghali, que concluyó con el anuncio de que se restablecían y profundizarían las relaciones diplomáticas entre los pueblos y Gobiernos de Honduras y la República Árabe Saharaui Democrática.

#### China
En marzo de 2023, Honduras anunció su intención de establecer relaciones diplomáticas oficiales con China, lo que supondría romper las relaciones oficiales con Taiwán debido al principio de «una sola China».

### Resultados ambivalentes
Tras un año en el cargo, su balance es desigual en cuanto a las expectativas depositadas en ella. Aunque sigue contando con el apoyo de la mayoría de la población hondureña, la pérdida de su mayoría en el Congreso, desde la decisión del Partido Salvador de Honduras (PSH) de su Designado Presidencial Salvador Nasralla de romper la alianza que formaba con Libre, le impide llevar a cabo algunas de las reformas prometidas.
En un año, sin embargo, se han cumplido muchas promesas electorales: derogación de una ley que permitía los contratos laborales por horas; eliminación de la llamada ley de «secretos oficiales», por la que el gobierno se reservaba la posibilidad de clasificar documentos administrativos; electricidad gratuita para 1,3 millones de hogares pobres; aumento del presupuesto de sanidad; establecimiento de programas de crédito para los agricultores; creación de un programa masivo de reforestación y protección de las principales fuentes de agua; desmilitarización de las fuerzas del orden; reducción de la violencia por parte de las fuerzas de seguridad. Obtuvo de la ONU la creación de una Comisión Internacional contra la Impunidad en Honduras (Cicih) siguiendo el modelo de la Cicig de Guatemala. El texto otorga a este órgano la posibilidad de investigar, independientemente del ministerio público, un punto crucial cuando el propio sistema judicial es corrupto e ineficaz.
Pero algunas medidas parecen incompletas o difíciles de aplicar. El fin de la minería está siendo cuestionado por intereses privados, mientras la mayoría de las concesiones siguen activas y continúa la violencia contra los ecologistas. «Al gobierno de Castro le está resultando difícil cumplir sus promesas y compromisos progresistas adquiridos durante su campaña, en particular en cuestiones relacionadas con el género -el aborto sigue estando totalmente prohibido- o la protección de las poblaciones indígenas y afrodescendientes», señala un representante del International Crisis Group (ICG). La prohibición del aborto y del matrimonio entre personas del mismo sexo está consagrada en la Constitución, por lo que se necesitan tres cuartas partes de los votos del Congreso para aprobar cambios. Sin embargo, firmó un decreto autorizando la píldora del día después, a pesar de la oposición de las iglesias y los sectores conservadores.

#### Cumbre de la CELAC para ser presidenta pro tempore
Xiomara Castro dio un discurso y aseguró que quiere ser presidente pro tempore de la CELAC para solucionar la situación del mundo

## Familia
Es hija de Irene Castro Reyes –quien fuera asesor del empresario agrícola Miguel Facussé– y Olga Doris Sarmiento Montoya.
En enero de 1976 contrajo matrimonio con el empresario y político del Partido Liberal, José Manuel Zelaya Rosales. Inmediatamente el matrimonio se trasladó al municipio de Catacamas del departamento de Olancho, de donde es originario Zelaya. De dicho matrimonio nacieron cuatro hijos: Zoe, Héctor Manuel, Xiomara Hortencia y José Manuel, de apellidos Zelaya Castro. Entre ellos es Xiomara Hortencia, conocida popularmente como 'La Pichu', y su hermano Héctor Manuel quienes han participado activamente en política. La primera fue parte de las campañas electorales de 2013 y 2017, siendo además elegida como diputada por el departamento de Francisco Morazán en las elecciones de 2021. Mientras que el segundo fue el coordinador general de campaña en esas últimas elecciones, lideró la Comisión de Transición y fue nombrado secretario privado de la Presidencia de Castro.
Además, el hermano de Manuel Zelaya, Carlos Zelaya Rosales, fue coordinador de Libre en Olancho, diputado del Congreso Nacional (2014-2024), jefe de bancada de Libre (2018-2022) y secretario del Congreso Nacional (2022-2024). Mientras que el hijo de Carlos Zelaya, también de nombre José Manuel Zelaya, fue nombrado por Castro secretario de Defensa (2022-2024).